# Малатов, Алмат Валентинович
Алма́т Валентинович Мала́тов (род. 16 ноября 1975 года) — писатель, журналист, популярный блогер. Член Союза писателей Москвы.

## Семья
Женат вторым браком на Анне Матвеевой. О наличии детей не сообщается.
Дед — Владимир (Али) Нисани (Нисинман, Нисенман), полковник МГБ.

## Биография
Был постоянным автором журнала «ОМ» и колумнистом некоторых глянцевых изданий. В 2004 году получил популярную сетевую «премию Паркера».

Сегодня есть очень много людей, которые начинали как писатели в блогах, а кончили тем, что сейчас выпускают книги. Среди них — Олег Козырев и Алмат Малатов. Сеть стала трамплином для их карьеры — Денис Шильников
В 2007 году Малатов выдвигался кандидатом в депутаты Государственной Думы в списке от Российской экологической партии «Зелёные», однако Центризбирком отказал партии в регистрации федерального списка.
В интервью журналу «Квир» в октябре 2006 года Алмат Малатов заявил: «Я не вижу смысла делать из своей сексуальности, какой бы она ни была, ни культа, ни клейма. Дело в том, что гонятся лишь за тем, кто убегает. Не скрывающего свою сексуальность человека в итоге начинают воспринимать как данность. […] Два года назад я познакомился с парнем, и в данный момент имею отношения, которые назвал бы супружескими. Если рано или поздно узаконят гей-браки, то я, пожалуй, в такой брак вступлю — я уверен в этом человеке так же, как он уверен во мне».
Жил и работал в Кишинёве, Калининграде, Санкт-Петербурге, Москве и Таиланде. Сейчас живёт в Яффо.
По его словам, никнейм immoralist «позаимствовал» у Андре Жида.

## Книги
- 2005 — «Двоичный код». Издательство «Emergency Exit»
- 2006 — рассказ «Зверь, именуемый кот» в сборнике «Секреты и сокровища. 37 лучших рассказов 2005 года». (серия Фрам, составитель Макс Фрай) — Амфора
- 2007 — «Immoralist. Кризис полудня» — М.: АСТ, Хранитель
- 2007 — рассказ «Лолита: перезагрузка» в сборнике «Уксус и крокодилы. 38 лучших рассказов 2006 года»  (серия Фрам, составитель Макс Фрай) — Амфора
- 2008 — «Разница во времени» (составитель сборника и автор рассказа «Перекрёсток»). Серия «Автор ЖЖОТ» — М.: АСТ, Хранитель, Харвест
- 2009 — «Всякая тварь», авторский сборник — М.: АСТ
- 2009 — «0 января» (составитель сборника и автор рассказов «Ёлка для взрослых» и «0 января»). Серия «Автор ЖЖОТ» — М.: АСТ, Харвест
- 2010 — «Контурные карты для взрослых» (составитель сборника, автор одного рассказа[7]). — АСТ, Астрель, ВКТ
- 2011 — «Белый кафель, красный крест», сборник-антология медицинской прозы (составитель, автор одного из рассказов)

## Отзывы и критика
Все эти новации и эпатажности сводятся к убогому и бессмысленному нагромождению непристойностей и гадостей, давно уже лишённых даже такого сомнительного оправдания как новизна. Процитировать это юное дарование я не могу, поскольку во всяком мало-мальски представительном отрывке его текста содержится столько так называемой табуированной лексики, что заменить её эвфемизмами не представляется возможным. ...Умному действительно достаточно, чтобы понять, что книга Алмата Малатова «Двоичный код» жалкая и провинциально-претенциозная графомания.— Тимур Кибиров

«Роман Алмата Малатова показал широкую гамму эмоций и страстей человека, живущего в огромном «бездушном» мегаполисе… Драйв жесток и безумен, но при этом как-то вполне адекватен сюжету. Автор – хороший рассказчик историй и коллекционер типажей. Сюжет его романа членится на куски, соизмеримые с записями в «ЖЖ». И из осколков, связанных ассоциативно и нелинейно, в конце концов вырастает трогательно хулиганская исповедь о детстве и взрослении о том, как можно оставаться одиноким даже среди этого фантасмагорического карнавала. Роман о человеке, всю жизнь находящемся в пути, в поиске. Привыкшем легко менять квартиры, города, друзей, наносные «идеалы». Но в результате остающемся – в чём-то самом главном – самим собой».
— Андрей Мирошкин, «Книжное обозрение»

Традиции врачей-писателей доблестно продолжена А.Малатовым. Экономный, острый, афористичный язык вбирает в себя наработки всех социальных и субкультурных прослоек, проходя через них, как нож через кремовый торт.— Лариса Лисюткина, культуролог